# Kayadibi, Yeşilhisar
Kayadibi là một xã thuộc huyện Yeşilhisar, tỉnh Kayseri, Thổ Nhĩ Kỳ. Dân số thời điểm năm 2008 là 811 người.